# Joe Bell
Ne doit pas être confondu avec Joe Bel ou Joe Bell (film).
Joe Bell, né le 27 avril 1999 à Bristol en Angleterre est un footballeur international néo-zélandais qui évolue au poste de milieu central au Viking FK.

## Biographie

### Jeunesse et formation
Né à Bristol en Angleterre, Joe Bell est notamment formé par le Wellington Phoenix en Nouvelle-Zélande.

### Viking FK
Le 10 janvier 2020, Joe Bell s'engage avec le club norvégien du Viking FK, pour un contrat de trois ans,.  
Il joue son premier match sous ses nouvelles couleurs le 16 juin 2020, lors de la première journée de la saison 2020 d'Eliteserien contre le FK Bodø/Glimt. Il entre en jeu en cours de partie lors de cette rencontre perdue par son équipe sur le score de quatre buts à deux. Le 24 juin suivant il connait sa première titularisation, face au Mjøndalen IF, en championnat (1-1). Il inscrit son premier but le 22 août 2020, lors d'une rencontre de championnat face au Strømsgodset IF. Son équipe s'impose par deux buts à zéro ce jour-là. Le 17 septembre 2020, Bell joue son premier match de coupe d'Europe lors d'une rencontre qualificative pour la Ligue Europa 2020-2021 contre l'Aberdeen FC. Il est titularisé et son équipe s'incline par deux buts à zéro.
Lors de la saison 2021, Joe Bell se distingue en se classant à la troisième place des meilleurs passeurs décisifs du championnat, avec un total de sept offrandes (ex aequo avec Magnus Eikrem).

### Brøndby IF
Le 31 janvier 2022, dernier jour du mercato hivernal, Joe Bell s'engage en faveur du Brøndby IF pour un contrat de quatre ans et demi,. Le joueur est l'une des plus grosses ventes du Viking FK. Il s'est notamment entretenu avec Henrik Heggheim, ancien coéquipier à Viking qu'il retrouvera à Brøndby, pour faire son choix de rejoindre le club danois.
Bell joue son premier match pour Brøndby le 20 février 2022, lors d'une rencontre de championnat face au FC Nordsjælland. Il est titularisé et son équipe s'impose par deux buts à zéro.

### Retour au Viking FK
Le 29 août 2023, Joe Bell fait son retour au Viking FK. Il signe un contrat courant jusqu'en décembre 2027,.
Bell marque son premier but depuis son retour le 10 avril 2025 face au Kristiansund BK, en championnat. Il est également l'auteur d'une passe décisive pour Henrik Heggheim ce jour-là et participe ainsi à la victoire de son équipe par trois buts à un.

### En sélection
Avec les moins de 17 ans, il participe à la Coupe du monde des moins de 17 ans en 2015. Lors du mondial junior organisée au Chili, il joue trois matchs. La Nouvelle-Zélande s'incline en huitièmes de finale face au Brésil.
Avec les moins de 20 ans, il participe au championnat d'Océanie des moins de 20 ans en 2016. Lors de cette compétition organisée au Vanuatu, il joue quatre matchs. La Nouvelle-Zélande remporte le tournoi en battant le pays organisateur en finale. Il dispute ensuite l'année suivante la Coupe du monde des moins de 20 ans qui se déroule en Corée du Sud. Lors de ce mondial, il prend part à trois matchs. Il se met en évidence lors de la phase de poule, en délivrant deux passes décisives contre le Honduras. La Nouvelle-Zélande est sèchement éliminée au stade des huitièmes de finale face aux États-Unis.
Il prend ensuite le capitanat de cette sélection. Il participe alors une nouvelle fois au championnat d'Océanie des moins de 20 ans, en 2018. Lors de cette compétition organisée à Tahiti, il prend part à quatre matchs. La Nouvelle-Zélande remporte à nouveau le tournoi, en battant pays organisateur en finale. Joe Bell se met en évidence en marquant un triplé contre les Tonga en phase de groupe. L'année suivante, il dispute à nouveau la Coupe du monde. Lors de ce mondial, il délivre à nouveau deux passes décisives contre le Honduras en phase de poule. La Nouvelle-Zélande s'incline en huitièmes de finale face à la Colombie, après une séance de tirs au but.
Joe Bell honore sa première sélection avec l'équipe nationale de Nouvelle-Zélande le 14 novembre 2019, face à l'Irlande. Il est titularisé au poste de milieu défensif lors de cette rencontre où son équipe s'incline par trois buts à un.